# Powiat Iwase
Powiat Iwase (jap. 岩瀬郡 Iwase-gun) – powiat w Japonii, w prefekturze Fukushima. W 2024 roku liczył 17 023 mieszkańców.

## Miejscowości
- Kagamiishi
- Ten’ei